# Grand Prix de l’Humanité 1973
Der Grand Prix de l’Humanité wurde 1973 als Etappenrennen in Frankreich mit drei Etappen ausgetragen. Er fand vom 25. bis 27. Mai statt.
Es nahmen Fahrer aus acht Ländern teil. Die DDR startete mit einer Mannschaft aus Bahnradsportlern. Zu ihr gehörten Norbert Dürpisch, Klaus Dieter Greil, Manfred Ulbricht, Andreas Neuer und Uwe Unterwalder.
Die erste Etappe führte auf einer Rundstrecke in Le Havre über 48 Kilometer. Es siegte Osynzew aus der UdSSR in 1:04:06 h vor Klaus-Dieter Greil und Norbert Dürpisch aus der DDR. Die zweite Etappe führte über 160 Kilometer. In 4:47:00 Stunden siegte Iwan Trifonow aus der UdSSR vor seinen beiden Landsleuten Kaupnees und Osynzew. Uwe Unterwalder stürzte auf dieser Etappe und schied aus. Die dritte und letzte Etappe führte auf 174 Kilometern nach Paris. Es siegte in 4:54:00 Stunden Osynzew vor Norbert Dürpisch und Manfred Ulbricht.
Iwan Trifonow sicherte sich den Sieg im Gesamtklassement mit 1:19 Minuten Vorsprung vor seinem Landsmann Osynzew. Dritter wurde Norbert Dürpisch mit 1:32 Minuten Rückstand. Die weiteren Plätze belegten Holik (+1:38 Minuten), Vondracek (+1:45 Minuten), Budek (+2:55 Minuten), Klaus-Dieter Greil (+3:31 Minuten), Jan Kluj (+4:07 Minuten), Kaupnees (+4:42 Minuten), Andreas Neuer (+4:42 Minuten) und Manfred Ulbricht (+4:58 Minuten).
Die Gesamtmannschaftswertung entschied die UdSSR für sich. Zweiter wurde die DDR mit 16 Sekunden Rückstand. Die Tschechoslowakei belegte Platz drei mit 1:32 Minuten Rückstand.